# Jan Eeman
Jan Eeman, né le 9 septembre 1939 à Denderhoutem et mort le 17 juillet 2011 à Alost, est un homme politique belge flamand, membre du VLD.
Il est un ancien fonctionnaire.

## Carrière politique
- Ancien premier échevin de Denderleeuw.
- Bourgmestre de Denderleeuw.
- Sénateur belge du 24 novembre 1991 au 21 mai 1995.
- député belge du 21 mai 1995 au 5 mai 1999.

## Distinctions
- Chevalier de l'Ordre de Léopold.
- Médaille civique de 1re classe.